# Andrzej Fedorowicz (działacz opozycyjny)

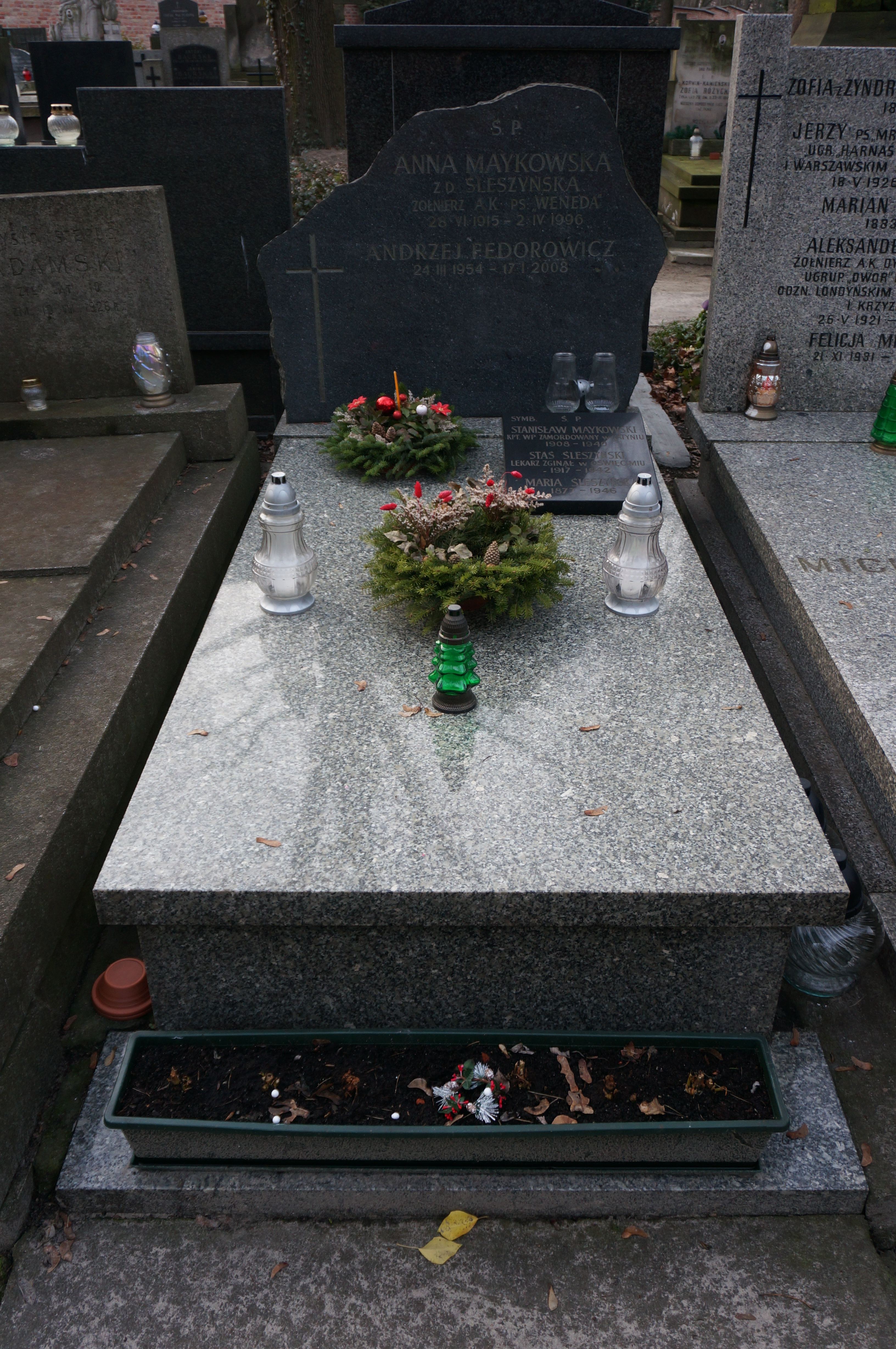
Grób Andrzeja Fedorowicza na cmentarzu Powązkowskim

Andrzej Fedorowicz (ur. 24 marca 1954, zm. 17 stycznia 2008) – polski plastyk, działacz opozycji antykomunistycznej, organizator akcji ulicznych, twórca II Programu Radia „Solidarność” oraz współtwórca niezależnych mediów w Polsce.

## Życiorys
Pracę w podziemnej prasie rozpoczął w 1982 w jednej z filii „Tygodnika Wojennego”, początkowo jako drukarz, a następnie organizator druku. Do jego zasług należy zorganizowanie grupy fotografików odpowiedzialnych za przygotowanie diapozytywów na potrzeby „Tygodnika Wojennego”. Podjął się także szkolenia fotografików w tym w zakresie poligrafii. Od jesieni 1983, pełnił funkcję szefa techniki „Tygodnika Wojennego”. Odpowiedzialny był między innymi za funkcjonowanie centralnej drukarni „Tygodnika Wojennego” oraz organizację druku. Był twórcą II Programu Radia „Solidarność” dla którego wykonał także nadajniki. Organizator różnych akcji w tym między innymi zagłuszanie pasma telewizyjnego nadajnikiem radiowym o dużej mocy. Na potrzeby „Tygodnika Wojennego” skonstruował offset poligraficzny. Założyciel i w latach 1984–1990 kierownik organizacyjny wielonakładowego tygodnika ogólnokrajowego „Przegląd Wiadomości Agencyjnych”.
Był kawalerem Krzyża Oficerskiego Orderu Odrodzenia Polski przyznanego mu postanowieniem Prezydenta RP Lecha Kaczyńskiego z 17 października 2007. Dekoracji 24 października 2007 dokonał w imieniu prezydenta, jego doradca Jan Olszewski.
Pochowany na cmentarzu Powązkowskim w Warszawie (kwatera 347-5-6).